# Real de Catorce
Real de Catorce és un poble de San Luis Potosí, Mèxic i la seu de la municipalitat de Catorce. Té uns 1.000 residents. És una ciutat fantasma anteriorment, des de 1772, un pròsper assentament de la mineria de plata. Actualment és una destinació turística.
Ha estat un lloc de filmació de diverses pel·lícules importants incloent Bandidas (amb Salma Hayek i Penélope Cruz), The Mexican (amb Brad Pitt i Julia Roberts), i algunes escenes de The Treasure of the Sierra Madre (amb Humphrey Bogart), i de Puerto Escondido, dirigida per Gabriele Salvatores.

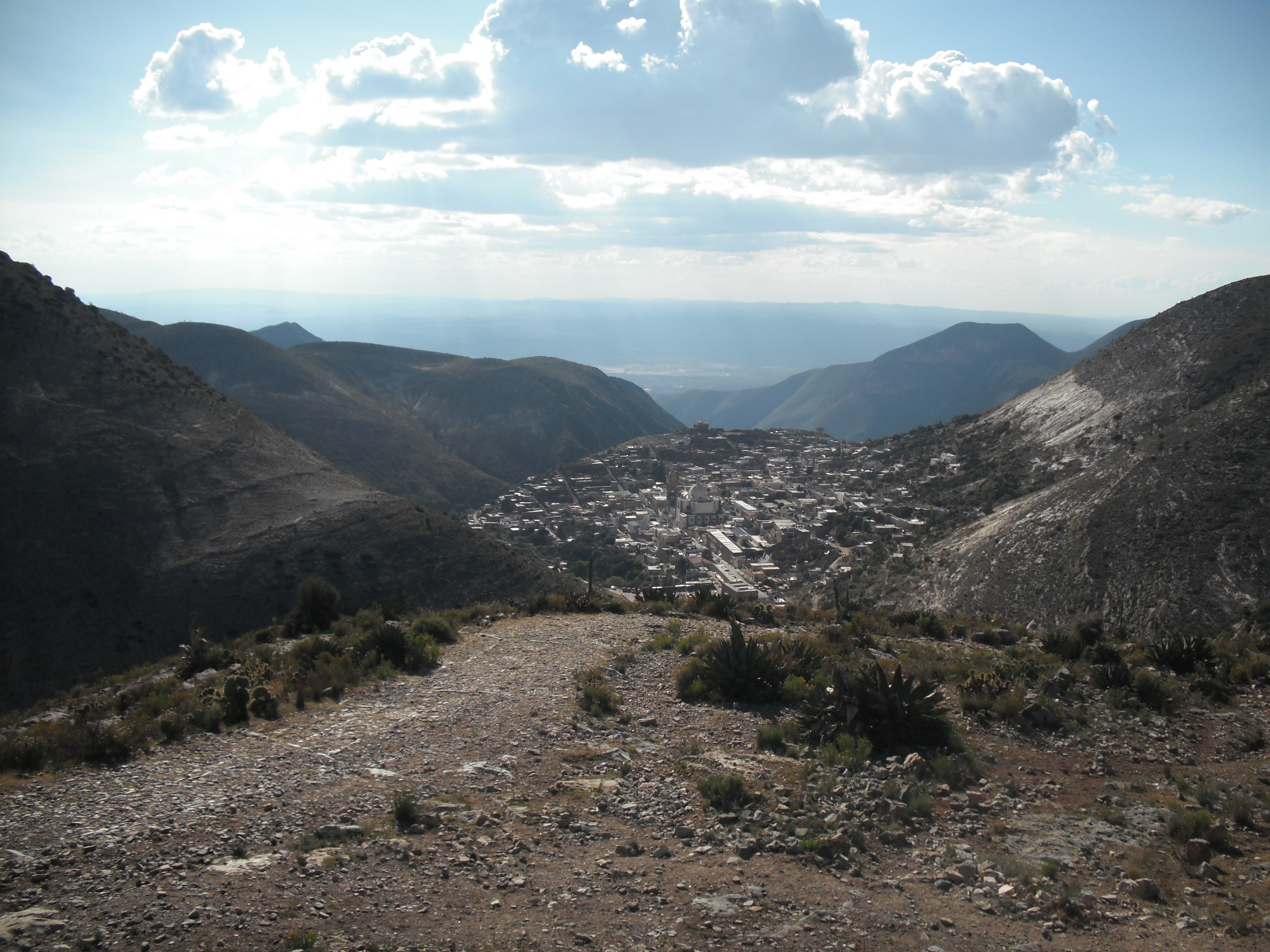
Vista de Real de Catorce